# Eneko Bóveda
Eneko Bóveda Altube (Durango, Vizcaya, 14 de diciembre de 1988), conocido deportivamente como Bóveda, es un exfutbolista español que jugaba como lateral derecho o defensa central. 
Actualmente trabaja en el Athletic Club como ojeador.

## Trayectoria
Criado en Durango, se unió a la cantera del Athletic Club en el año 2000, procedente de la Ikastola Maiztegui. En 2006 ascendió al segundo filial del club rojiblanco, el C. D. Basconia y, en 2008, al Bilbao Athletic. Debutó como jugador del Athletic Club, el 26 de abril de 2009, contra el Racing de Santander al entrar en sustitución de David López. El partido finalizó con 2-1 a favor de los bilbaínos. Jugó dos partidos de Liga más antes de fracturarse el quinto metatarsiano de su pie izquierdo, en noviembre de 2009. Tras su regreso, permaneció en la disciplina del Bilbao Athletic sin tener ninguna participación más con el primer equipo.
En el verano de 2011 fichó por la S. D. Eibar que militaba en Segunda División B. Tuvo un papel protagonista en la temporada 2012-13, tanto en liga como en el playoff de ascenso. El 13 de abril de 2014 anotó su primer gol en Segunda División, en la derrota (1-2) contra el C. D. Tenerife. En ese mismo partido, y después de haber jugado 18 partidos, se lesionó de gravedad en la rodilla derecha. Finalmente, la S. D. Eibar logró el ascenso a Primera División. El 25 de agosto de 2014 volvió a jugar en Primera División, en la primera jornada de liga ante la Real Sociedad, en una histórica victoria por 1-0. Exactamente dos meses después anotó su primer gol en la competición, con un trallazo desde 25 metros que se coló en la escuadra, que sirvió para darle un punto al Eibar ante el Granada C. F. Finalizó la temporada tras disputar 35 partidos de Liga, todos ellos como titular. En cuatro temporadas en el club eibarrés pasó de jugar en Segunda División B a Primera División.  
En junio, tras finalizar contrato con el club armero, regresó al Athletic Club para sustituir a Andoni Iraola. Comenzó su nueva etapa en el club rojiblanco ganando la Supercopa de España de 2015, en la que el Athletic Club se impuso al Barcelona por 5-1, donde conquistó su primer título. En su primera temporada alternó las posiciones de lateral derecho y central, tras la lesión de su compañero Aymeric Laporte.. En su segunda temporada participó en 19 partidos de Liga, 3 de Copa y 1 de Europa League, la mayoría de ellos, en la primera vuelta por la lesión de Óscar de Marcos. En la tercera campaña no pudo aprovechar la baja por lesión de De Marcos, quedando relegado al banquillo en favor de Iñigo Lekue.
El 20 de enero de 2018 el Athletic Club anunció el acuerdo con el jugador para rescindir el contrato entre ambas partes. A su vez, el Deportivo de La Coruña comunicó su incorporación para las próximas dos temporadas y media. El 27 de enero debutó en Riazor, como jugador blanquiazul, en el empate a dos ante el Levante U. D. al salir en sustitución del lesionado Sidnei. Se dio la circunstancia que su último partido como jugador rojiblanco había sido en ese mismo estadio. El 9 de marzo, en un partido ante el Girona F. C., sufrió una grave lesión muscular en el tríceps sural de su pierna izquierda, después de haber sido titular en las últimas siete jornadas tanto de central como de lateral derecho. El 18 de octubre de 2020, en la primera jornada de Segunda B, marcó de cabeza el tanto del triunfo frente al Salamanca C. F. (2-1) en el minuto 97. Puso fin a su etapa en el conjunto gallego una vez finalizó la temporada 2020-21.
El 30 de julio de 2021 se marchó a Chipre para jugar en el Olympiakos Nicosia, con el que firmó por un año. En mayo de 2022 decidió dejar el fútbol profesional a pesar de haber sido titular toda la campaña.

### Etapa posterior
En octubre de 2022 se incorporó como ojeador al Athletic Club.

## Clubes
| Club                         | País   | Año       | Partidos | Goles |
| ---------------------------- | ------ | --------- | -------- | ----- |
| Bilbao Athletic              | España | 2008-2011 | 59       | 0     |
| Athletic Club                | España | 2009      | 3        | 0     |
| S. D. Eibar                  | España | 2011-2015 | 130      | 5     |
| Athletic Club                | España | 2015-2018 | 68       | 0     |
| R. C. Deportivo de la Coruña | España | 2018-2021 | 83       | 2     |
| Olympiakos Nicosia F. C.     | Chipre | 2021-2022 | 29       | 0     |

## Palmarés

### Título nacionales
| Título              | Club          | País   | Año  |
| ------------------- | ------------- | ------ | ---- |
| Supercopa de España | Athletic Club | España | 2015 |